# 加羅夫飯
加羅夫飯是沃洛夫人的一种主食，流行于西非地区，用稻米和番茄或番茄酱制成，通常还需要加入辣椒。